# 한영양복점
한영양복점(영어: HY Tailor)은 대한민국 서울의 역사적인 재단사 가게이다. 1932년에 설립되었으며 맞춤형 슈트를 전문으로 한다. 2012년 서울미래유산으로 지정되었다. 또한 역사적 가치를 지닌 가게인 오래가게로도 지정되어 있다.
이 가게는 김대중과 문재인을 포함한 주요 대한민국 정치인들과 일본 총리 무라야마 도미이치를 포함한 외국 정치인들이 방문했다.
이 가게는 박정재가 설립했다. 6.25 전쟁 중 박이 안전을 위해 부산으로 피난하면서 사업은 중단되었다. 이성호는 1964년에 사업을 인수하여 1968년에 새로운 장소로 이전했다. 1995년 이성호는 사업을 아들 이한열에게 물려주었다. 2008년 이 사업은 최홍갑과 김길수에게 공동으로 인수되었다. 김길수는 2011년에 퍼시픽 호텔 내에 또 다른 사업장을 열었다. 최홍갑의 사업장은 2013년에 문을 닫았다. 2017년에는 이 사업이 후계자를 구하는 데 어려움을 겪고 있다고 보도되었다. 이 가게는 코로나19 범유행 중 어려움을 겪었다고 한다.

## 같이 보기
- 오래가게